# Association sportive Saint-Estève XIII
L'Association sportive Saint-Estève XIII, parfois appelé AS Saint-Estève, est un ancien club de rugby à XIII fondé le 25 juillet 1965 à Saint-Estève dans la banlieue de Perpignan. L'AS Saint-Estève disparaît en 2000 en fusionnant avec le club du XIII Catalan établi à Perpignan pour donner naissance à Union treiziste catalane, futur Dragons Catalans et futur Saint-Estève XIII Catalan. Le siège social du club est situé à Saint-Estève et le club joue ses rencontres à domicile au stade municipal de Saint-Estève. Le club conserve tout de même sous son appellation d'« AS Saint-Estève XIII » une école de rugby et les sections cadet et junior.
Il est rapidement devenu l'un des clubs phares en France dès sa création. Il se fait remarquer en remportant à six reprises le Championnat de France (1971, 1989, 1990, 1993, 1997 et 1998) et à six reprises la Coupe de France (1972, 1987, 1993, 1994, 1995 et 1998), tout en fournissant à l'équipe de France de nombreux joueurs.

## Palmarès
| Championnat de France                                                                                                | Coupe de France                                                                               | Championnat de France de deuxième division |
| --- | --------------------------------------------------------------------------------------------- | ------------------------------------------ |
| - Champion (6) : 1971, 1989, 1990, 1993, 1997 et 1998. - Finaliste (7) : 1975, 1980, 1982, 1992, 1995, 1996 et 2000. | - Vainqueur (6) : 1972, 1987, 1993, 1994, 1995 et 1998. - Finaliste (3) : 1986, 1988 et 1990. | - Vainqueur (1) : 1967. - Finaliste (0) :  |

## Joueurs emblématiques

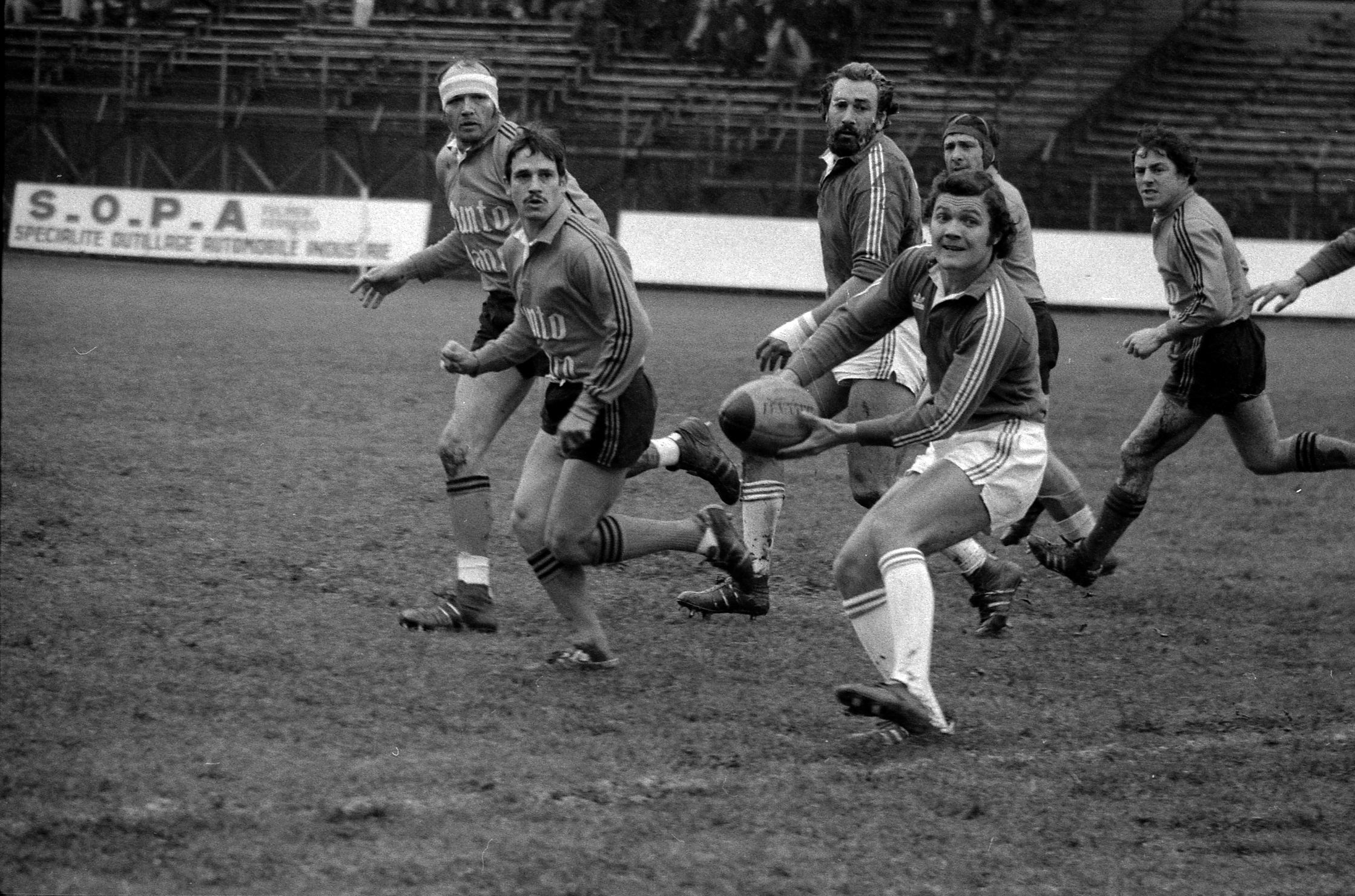
AS Saint-Estève en finale du Championnat de France 1975 contre le Toulouse Olympique.

- Abet Baklouch
- Georges Bonnet
- Jean-Marie Bosc
- Hadj Boudebza
- José Calle
- Bruno Castany
- Didier Cabestany
- Henri Chamorin
- Pierre Chamorin
- Serge Costals
- Alexandre Couttet
- Nicolas Couttet
- Guy Delaunay
- Jean-Marc Garcia
- Bernard Goutta
- Bernard Guasch
- Bruno Guasch
- Jérôme Guisset
- Jacques Jorda
- Mathieu Khedimi
- Roger Palisses
- Jacques Pech
- Marcel Pillon
- Jean-Philippe Pougeau
- Hugues Ratier
- Raymond Rébujent
- Arthur Robinson
- Michel Roses
- Jean Ruiz
- Anthony Seibold
- Patrick Torreilles
- Éric van Brussel
- Bruno Vergès
- Patrick Wosniak

### Entraîneurs
- ??-??:  Pierre Estirac
- ??-??:  Yves Castany
- ??-?? :  José Calle
- ??-?? :  Marcel Pillon
- ??-?? :  Jacques Jorda
- ??-?? :  Pierre Zamora
- ??-1993 :  Yves Castany
- 1993-1997 :  Roger Palisses
- 1997-2000 :  Patrick Wosniak

## Historique des saisons
| Année | Année | Saison régulière Championnat de France | Saison régulière Championnat de France | Saison régulière Championnat de France | Saison régulière Championnat de France | Saison régulière Championnat de France | Saison régulière Championnat de France | Saison régulière Championnat de France | Saison régulière Championnat de France | Phase finale Championnat de France | Phase finale Championnat de France | Phase finale Championnat de France | Phase finale Championnat de France | Phase finale Championnat de France | Phase finale Championnat de France | Phase finale Championnat de France | Coupe de France    |
| Année | Année | Class.                                 | Points                                 | MJ                                     | V.                                     | N.                                     | D.                                     | Pp.                                    | Pc.                                    | Perf.                              | MJ                                 | V.                                 | N.                                 | D.                                 | Pp.                                | Pc.                                | Performance        |
| 1968  | 1968  | 13e                                    |                                        |                                        |                                        |                                        |                                        |                                        |                                        | Barrage                            | 1                                  | 0                                  | 0                                  | 1                                  |                                    |                                    | ?                  |
| 1969  | 1969  | 6e                                     |                                        |                                        |                                        |                                        |                                        |                                        |                                        | Barrage                            | 1                                  | 0                                  | 0                                  | 1                                  |                                    |                                    | ?                  |
| 1970  | 1970  | 9e                                     |                                        |                                        |                                        |                                        |                                        |                                        |                                        | Barrage                            | 1                                  | 0                                  | 0                                  | 1                                  | 5                                  | 19                                 | ?                  |
| 1971  | 1971  | 2e                                     | 60                                     | 26                                     |                                        |                                        |                                        |                                        |                                        | Champion                           |                                    |                                    |                                    |                                    |                                    |                                    | ?                  |
| 1972  | 1972  | 2e                                     | 71                                     | 28                                     |                                        |                                        |                                        |                                        |                                        | Demi-finale                        | 2                                  | 1                                  | 0                                  | 1                                  | 16                                 | 19                                 | Vainqueur          |
| 1973  | 1973  | 4e                                     |                                        |                                        |                                        |                                        |                                        |                                        |                                        | Quart-de-finale                    | 1                                  | 0                                  | 0                                  | 1                                  | 5                                  | 17                                 | ?                  |
| 1974  | 1974  | 1er                                    |                                        |                                        |                                        |                                        |                                        |                                        |                                        | Demi-finale                        | 2                                  | 1                                  | 0                                  | 1                                  | 44                                 | 12                                 | ?                  |
| 1975  | 1975  | 3e                                     |                                        |                                        |                                        |                                        |                                        |                                        |                                        | Finaliste                          |                                    |                                    |                                    |                                    |                                    |                                    | ?                  |
| 1976  | 1976  | 7e                                     |                                        |                                        |                                        |                                        |                                        |                                        |                                        | Demi-finale                        | 3                                  | 2                                  | 0                                  | 1                                  | 39                                 | 43                                 | ?                  |
| 1977  | 1977  | 6e                                     |                                        |                                        |                                        |                                        |                                        |                                        |                                        | Quart-de-finale                    | 2                                  | 1                                  | 0                                  | 1                                  | 24                                 | 40                                 | ?                  |
| 1978  | 1978  | 6e                                     |                                        |                                        |                                        |                                        |                                        |                                        |                                        | Quart-de-finale                    | 1                                  | 0                                  | 0                                  | 1                                  | 12                                 | 23                                 | ?                  |
| 1979  | 1979  | 12e                                    |                                        |                                        |                                        |                                        |                                        |                                        |                                        | ?                                  |                                    |                                    |                                    |                                    |                                    |                                    | Huitième de finale |
| 1980  | 1980  | 15e                                    |                                        |                                        |                                        |                                        |                                        |                                        |                                        | Finaliste                          | 3                                  | 2                                  | 0                                  | 1                                  | 34                                 | 29                                 | Quart-de-finale    |
| 1981  | 1981  | 8e                                     | 48                                     | 26                                     |                                        |                                        |                                        |                                        |                                        | Non qualifié                       | 0                                  | 0                                  | 0                                  | 0                                  | 0                                  | 0                                  | Demi-finale        |
| 1982  | 1982  | 5e                                     | 56                                     | 26                                     |                                        |                                        |                                        |                                        |                                        | Finaliste                          | 3                                  | 2                                  | 0                                  | 1                                  | 42                                 | 47                                 | Huitième-de-finale |
| 1983  | 1983  | 4e                                     | 56                                     | 26                                     |                                        |                                        |                                        |                                        |                                        | Demi-finale                        | 2                                  | 1                                  | 0                                  | 1                                  | 24                                 | 21                                 | Quart-de-finale    |
| 1984  | 1984  | 8e                                     | 51                                     | 26                                     |                                        |                                        |                                        |                                        |                                        | Non qualifié                       | 0                                  | 0                                  | 0                                  | 0                                  | 0                                  | 0                                  | ?                  |
| 1985  | 1985  | 4e                                     | 58                                     | 26                                     |                                        |                                        |                                        |                                        |                                        | Barrage                            | 1                                  | 0                                  | 0                                  | 1                                  | 14                                 | 16                                 | Huitième de finale |
| 1986  | 1986  | 2e                                     | 33                                     | 14                                     |                                        |                                        |                                        |                                        |                                        | Demi-finale                        | 2                                  | 1                                  | 0                                  | 1                                  | 26                                 | 29                                 | Finaliste          |
| 1987  | 1987  | 2e                                     | 52                                     | 22                                     |                                        |                                        |                                        |                                        |                                        | Demi-finale                        | 2                                  | 1                                  | 0                                  | 1                                  | 24                                 | 26                                 | Vainqueur          |
| 1988  | 1988  | 2e                                     | 56                                     | 22                                     |                                        |                                        |                                        |                                        |                                        | Demi-finale                        | 2                                  | 1                                  | 0                                  | 1                                  | 48                                 | 22                                 | Finaliste          |
| 1989  | 1989  | 2e                                     | 48                                     | 22                                     |                                        |                                        |                                        |                                        |                                        | Champion                           | 3                                  | 3                                  | 0                                  | 0                                  | 62                                 | 24                                 | Quart-de-finale    |
| 1990  | 1990  | 1er                                    | 60                                     | 22                                     |                                        |                                        |                                        |                                        |                                        | Champion                           | 3                                  | 3                                  | 0                                  | 0                                  | 78                                 | 49                                 | Finaliste          |
| 1991  | 1991  | 6e                                     | 32                                     | 14                                     |                                        |                                        |                                        |                                        |                                        | Non qualifié                       | 0                                  | 0                                  | 0                                  | 0                                  | 0                                  | 0                                  | ?                  |
| 1992  | 1992  | 4e                                     | 43                                     |                                        |                                        |                                        |                                        |                                        |                                        | Finaliste                          | 4                                  | 2                                  | 0                                  | 2                                  | 104                                | 74                                 | ?                  |
| 1993  | 1993  | 1er                                    | 56                                     | 22                                     |                                        |                                        |                                        |                                        |                                        | Champion                           |                                    |                                    |                                    |                                    |                                    |                                    | Vainqueur          |
| 1994  | 1994  | 1er                                    |                                        |                                        |                                        |                                        |                                        |                                        |                                        | ?                                  |                                    |                                    |                                    |                                    |                                    |                                    | Vainqueur          |
| 1995  | 1995  | 1er                                    |                                        |                                        |                                        |                                        |                                        |                                        |                                        | Finaliste                          |                                    |                                    |                                    |                                    |                                    |                                    | Vainqueur          |
| 1996  | 1996  | ?                                      |                                        |                                        |                                        |                                        |                                        |                                        |                                        | Finaliste                          |                                    |                                    |                                    |                                    |                                    |                                    | ?                  |
| 1997  | 1997  | ?                                      |                                        |                                        |                                        |                                        |                                        |                                        |                                        | Champion                           |                                    |                                    |                                    |                                    |                                    |                                    | ?                  |
| 1998  | 1998  | 3e                                     | 52                                     | 22                                     | 15                                     | 0                                      | 7                                      |                                        |                                        | Champion                           | 5                                  | 4                                  | 0                                  | 1                                  | 121                                | 64                                 | Vainqueur          |
| 1999  | 1999  | 2e                                     | 54                                     | 22                                     | 15                                     | 2                                      | 5                                      |                                        |                                        | ?                                  |                                    |                                    |                                    |                                    |                                    |                                    | Huitième de finale |
| 2000  | 2000  | 2e                                     | 54                                     |                                        |                                        |                                        |                                        |                                        |                                        | Finaliste                          |                                    |                                    |                                    |                                    |                                    |                                    | Demi-finale        |